# 케르테미네시

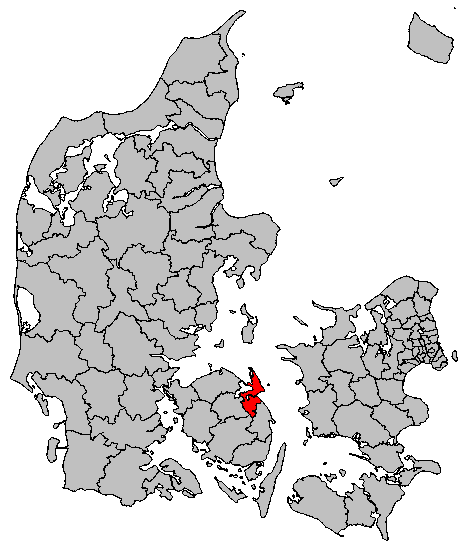
케르테미네시의 위치

케르테미네시(덴마크어: Kerteminde Kommune)는 덴마크 남덴마크 지역에 위치한 지방 자치체로 행정 중심지는 케르테미네이며 면적은 203km2, 인구는 23,630명(2008년 기준)이다. 퓐섬 북동부 연안에 위치한다.